# Заслонов, Константин Сергеевич
Константи́н Серге́евич Засло́нов (25 декабря 1909 [7 января 1910], Осташков, Тверская губерния, Российская империя — 14 ноября 1942, д. Куповать, Сенненский район, Витебская область, БССР) — советский партизан в годы Великой Отечественной войны. Командир партизанского отряда и бригады, с октября 1942 командующий всеми партизанскими силами оршанской зоны. Герой Советского Союза (1943, посмертно).

## Биография

### Ранние годы
Родился 7 января 1910 года (по старому стилю — 25 декабря 1909 года) в Осташкове, Тверская губерния, в семье рабочего. Учился в единой трудовой школе в городе Невель в 1924—1927 годах.
Отец содержал небольшое хозяйство: имел лошадь, жеребёнка и двух коров. В 1930-е годы вся семья (отец, две его сестры и двое братьев) была «раскулачена» и выслана на Кольский полуостров, в Хибиногорск (ныне Кировск).
В 1930 году окончил Великолукскую железнодорожную профтехшколу. По комсомольскому призыву вместе с женой направлен на Дальний Восток, где восстанавливал депо на станции Вяземская под Хабаровском. С 1935 года — помощник начальника паровозного депо Новосибирска. В семье родилась дочь Муза. Из-за голода здоровье жены стало резко ухудшаться, и Константин в 1937 году отправил её вместе с дочерью в Витебск. Но самому уехать было нельзя, чтобы не «опозорить честь комсомольца-добровольца». По воспоминаниям дочери, прибыв в Витебск, жена прислала обратно открытку, будто бы Заслонова срочно вызывают на учёбу в Ленинградский институт инженеров железнодорожного транспорта, и его отпустили «учиться».
С 1937 года — начальник паровозного депо станции Рославль, с 1939 — паровозного депо станции Орша.
В начале войны при подходе немецких войск к Орше эвакуировался в Москву и работал в депо им. Ильича. Прошёл короткий курс обучения в разведывательно-диверсионной школе (в/ч 9903) при штабе Западного фронта.
В августе-сентябре 1941 года сформировал под Вязьмой диверсионный отряд и готовил железнодорожников к действиям на оккупированной территории. В это время он жил на улице Рабочей (сейчас улица Заслонова) в доме почетного железнодорожника станции Вязьма В. И. Иванова-Афанасьева. В октябре по собственной просьбе был переправлен в тыл врага в составе группы железнодорожников получив партизанский псевдоним — «Дядя Костя». По заданию командования легализовался в Орше и поступил на службу в паровозное депо железнодорожной станции начальником русских паровозных бригад. Создал в депо подпольную группу, участники которой путём применения «угольных мин» (мины, замаскированные под каменный уголь) за три месяца подорвали 93 немецких паровоза, организовали свыше 100 крушений эшелонов, привели в негодность сотни вагонов и цистерн.
Ввиду угрозы ареста в марте 1942 года Заслонов с группой в 35 человек покинул город и организовал партизанский отряд, который провёл ряд успешных боевых рейдов в районе Витебск — Орша — Смоленск, уничтожив большое количество вражеских солдат и техники. К июлю отряд вырос до 700 бойцов.
В мае 1942 года его адъютантом стал юный подпольщик Тимофей Докутович, погибший 13 августа 1942 года, закрывая Заслонова от пуль в бою при деревне Горбово.
В июне 1942 года немецкое командование стало активнее использовать против партизан части Русской национальной народной армии (РННА), вооружённого военизированного формирования, созданного из числа военнопленных Красной Армии. В августе 1942 года, после начала немецкой антипартизанской операции «Гриф», эти части блокировали многие населённые пункты между Оршей и Богушевским. Одновременно руководство партизанского соединения и подпольный райком партии приняли решение организовать связь с командирами гарнизонов РННА с тем, чтобы привлечь их на свою сторону. В результате некоторые бойцы и командиры РННА группами и в одиночку переходили к партизанам. Самое активное участие в этой агитации частей РННА принял К. С. Заслонов. В частности, 10 августа в результате переговоров 5 гарнизонов РННА из деревень Новая Земля, Гичи, Рудня и Петрики одновременно снялись и перешли на сторону партизан. Всего в партизанское соединение прибыло 236 солдат и офицеров из РННА и 78 полицейских с оружием в руках. Они принесли с собой 5 миномётов, 300 мин, 10 пулемётов, автоматы, винтовки и большое количество боеприпасов. После первой успешной операции по переходу частей РННА на сторону партизан К. С. Заслонов получил специальное задание проводить особенно активную пропагандистскую работу в этих частях.
В начале ноября 1942 года партизанским силам в районе Орши поступил приказ срочно выходить за линию фронта для включения в состав Красной Армии. Заслонов распорядился своим людям выдвигаться по направлению к линии фронта, а сам остался со своим штабом и с несколькими десятками партизан в деревне Куповать Алексиничского сельсовета Сенненского района Витебской области, где на 6-7 утра 14 ноября был намечен переход очередной большой группы солдат и офицеров РННА. Заслонов намеревался догнать двигавшиеся к линии фронта отряды после того, как к нему присоединятся эти люди.
Однако в ночь с 13 на 14 ноября в часть, в которой готовился уход в лес к партизанам, с внезапной проверкой прибыла немецкая инспекция. Зачинщики были расстреляны, а остальные в срочном порядке отправлены под Смоленск. В деревню Куповать были отправлены два батальона РННА в советской военной форме под немецким командованием.
Утром 14 ноября, когда наблюдатели доложили Заслонову, что по гати движется большая колонна «народников», он приказал ни в коем случае не стрелять и всех пропустить. Поскольку он был уверен, что это были его «перебежчики», то даже не стал будить остальных партизан, вернувшихся с задания. Однако, когда высланный к колонне разведчик Иван Козловский был убит в упор немецким офицером, стало понятно, что всё пошло не так, как планировалось. Для того, чтобы не пропустить противника в тыл остальным партизанским отрядам и не допустить их уничтожения, Заслонов решил принять бой с превосходящими частями РННА, а затем отойти. В ходе боя, при поддержке миномётов и пулемётов два батальона РННА атаковали штаб партизанского отряда, и в этом бою погибли несколько партизан, включая К. С. Заслонова. Уцелевшие партизаны отошли в лес, захватить пленных коллаборационистам не удалось.
Поскольку даже за мёртвого Заслонова немецкая администрация обещала большое вознаграждение, местные жители деревни спрятали его тело. После того как части РННА ушли, тела погибших партизан были похоронены. В 1947 году К. С. Заслонов был перезахоронен в Орше.
Соединение Константина Заслонова за март-ноябрь 1942 года пустило под откос и подорвало на станциях 113 эшелонов, уничтожило 75 автомашин и мотоциклов, до 1800 немецких солдат и вражеских прислужников.

## Награды

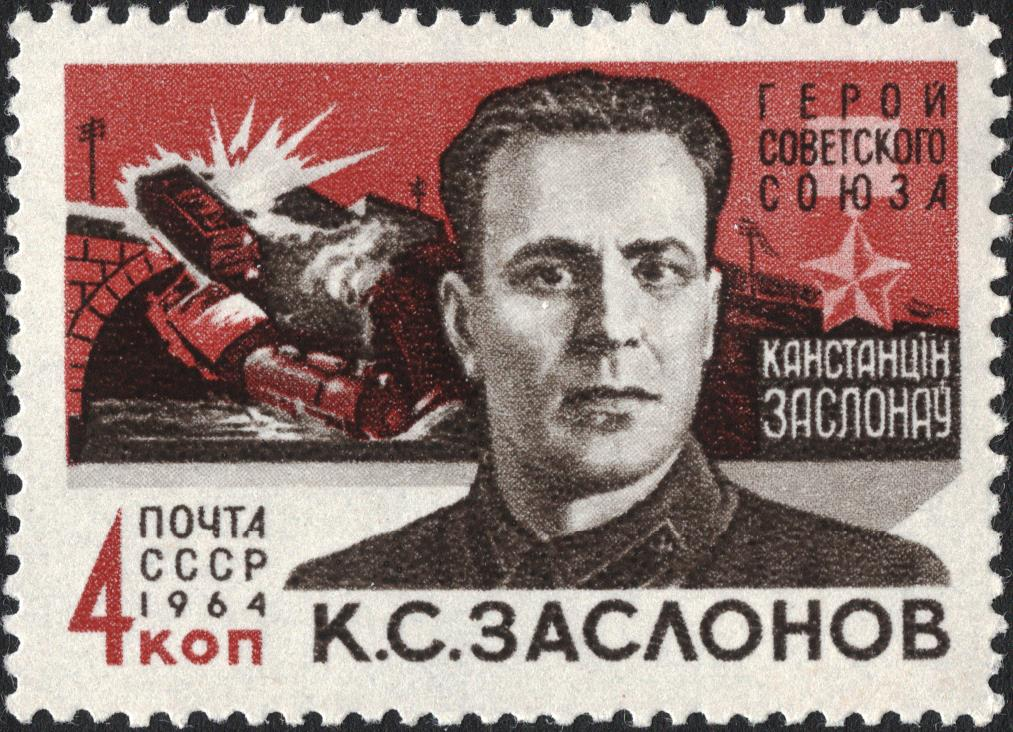
Почтовая марка СССР, посвящённая К. С. Заслонову

- Герой Советского Союза — Указом Президиума Верховного Совета СССР «О присвоении звания Героя Советского Союза партизанам, особо отличившимся в партизанской борьбе против немецко-фашистских захватчиков» от 7 марта 1943 года за «за отвагу и геройство, проявленные в партизанской борьбе в тылу против немецко-фашистских захватчиков» (посмертно)[15].
- Два ордена Ленина (5.09.1942, 7.03.1943 посмертно)
- Медаль «За трудовое отличие» (3.11.1939)

## Память

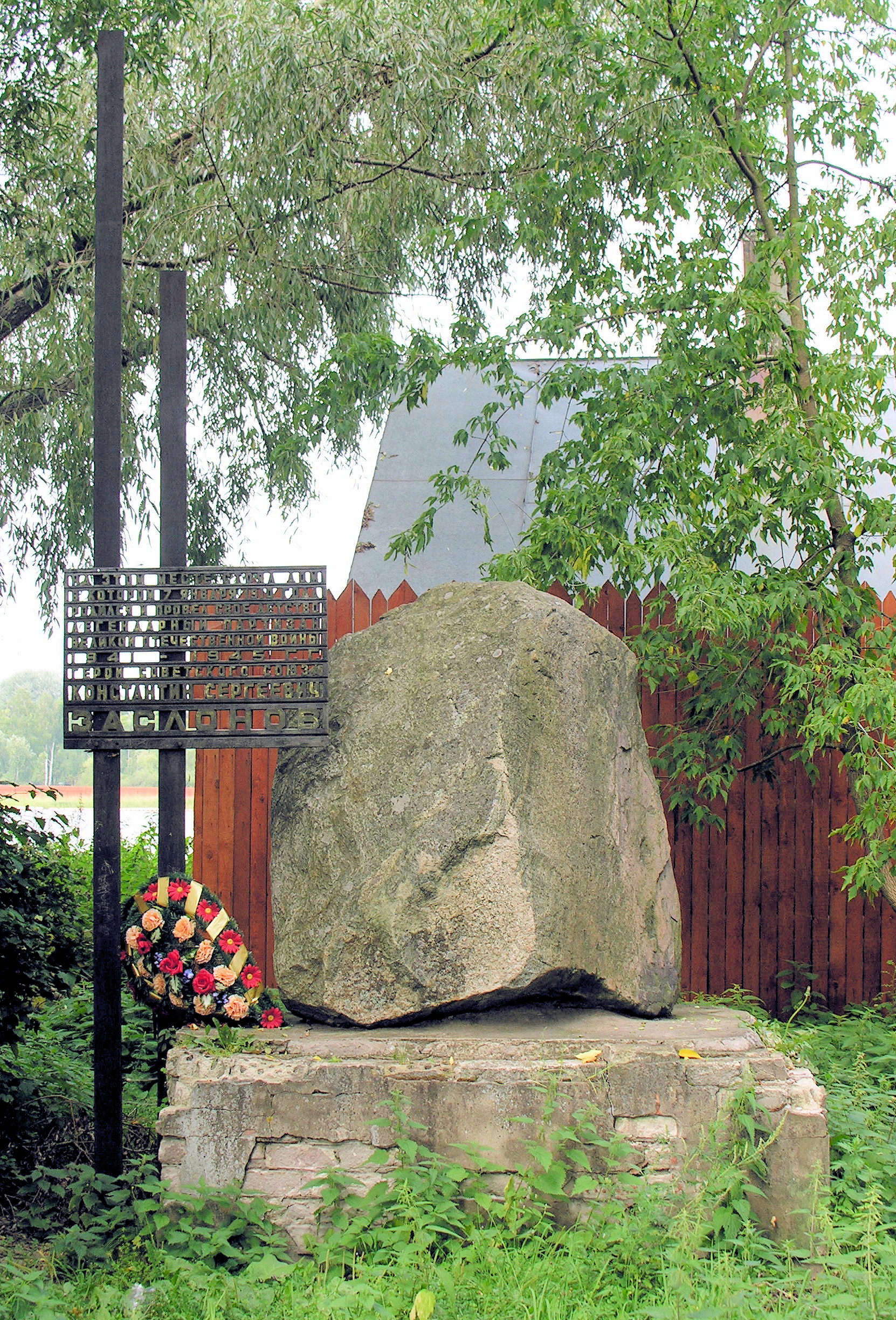
Памятное место, где находился родной дом Заслонова в Осташкове

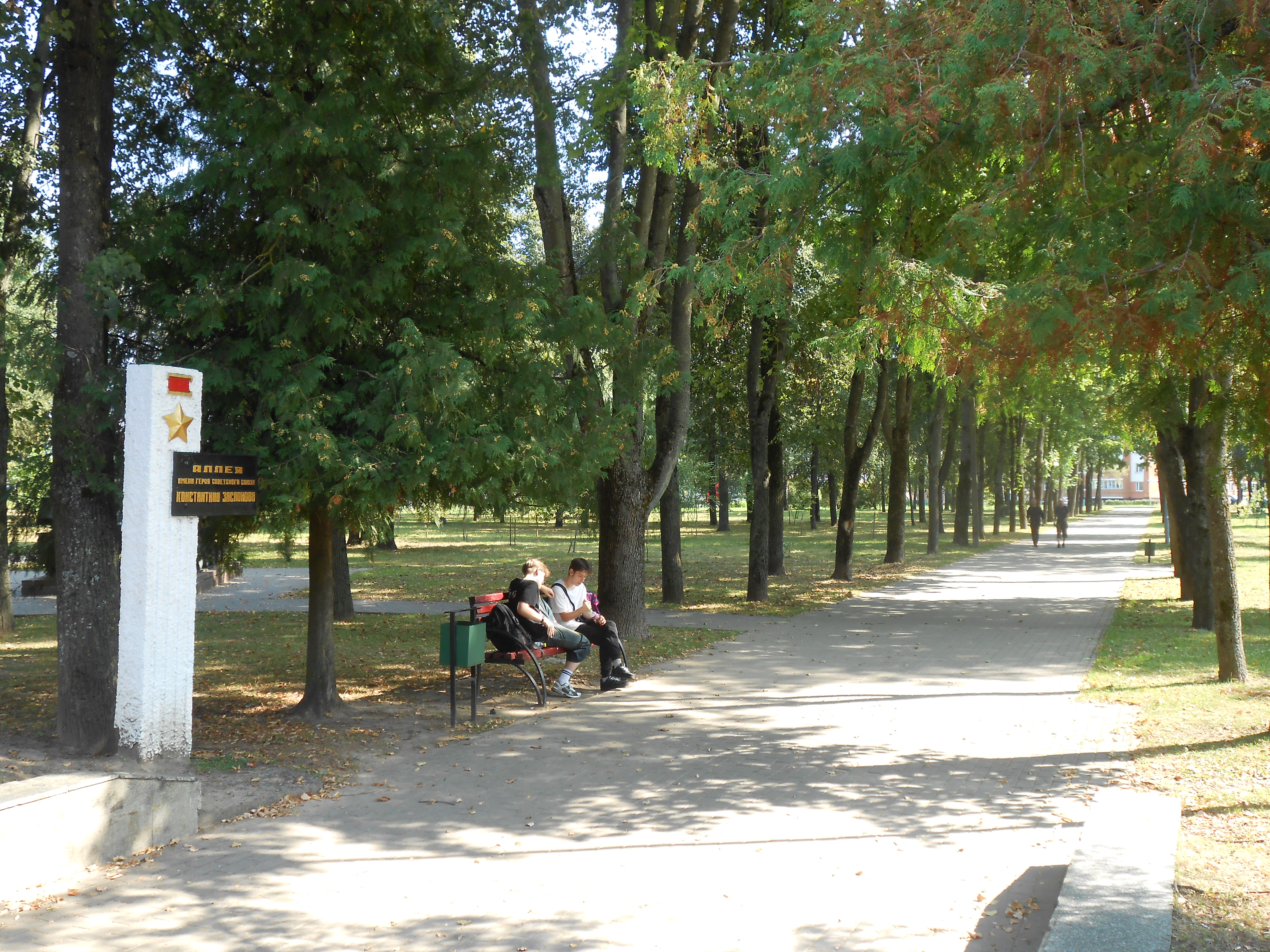
Аллея Константина Заслонова в Парке Героев в Орше.

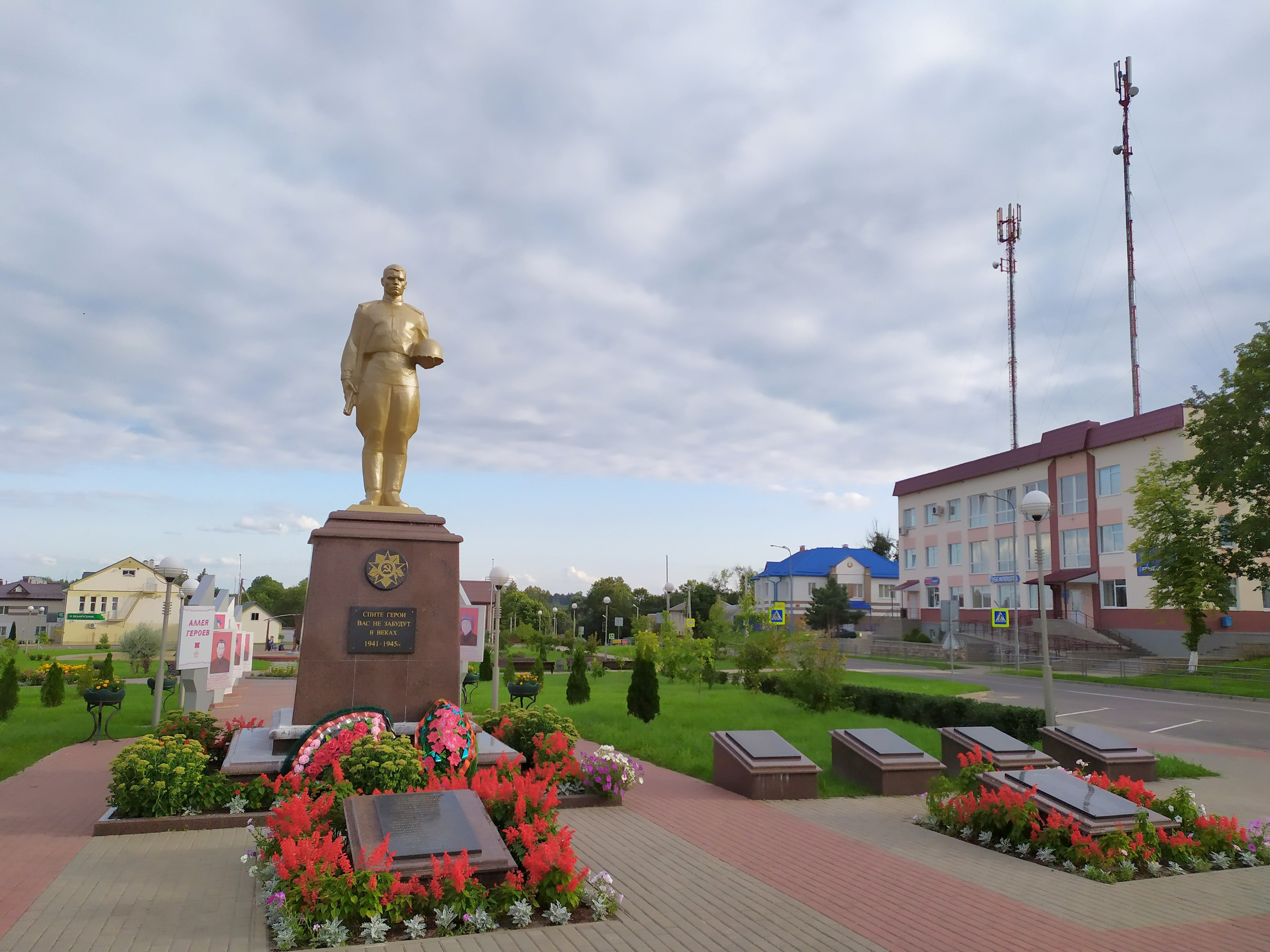
Аллея Героев в Сенно

В Орше воздвигнут памятник К. С. 3аслонову работы скульптора Сергея Селиханова ( Историко-культурная ценность Республики Беларусь, ). Имя Заслонова присвоено паровозному депо в Орше. Также памятник установлен на привокзальной площади в Осташкове.
В 1947 году останки Константина Заслонова и его адъютанта Евгения Корженя были с почестями перезахоронены в привокзальном сквере города Орша. Место почётного погребения вымощено брусчаткой красноватого цвета, по краям площадки устроены клумбы-цветники. Могила партизан обозначена надгробием, облицованным чёрным гранитом, с мемориальной доской. На ней, под изображением пятиконечной звезды расположена надпись: «Герой Советского Союза / командир Оршанской / партизанской бригады / Заслонов / Константин Сергеевич / 1909 г. — 1942 г. / Адъютант / командира бригады / Коржень / Евгений Васильевич / 1924 г. — 1942 г.».
Улицы имени К. С. Заслонова
- В Беларуси: в Белыничах, Бресте, Барановичах, Бобруйске, Борисове, Быхове, Витебске, Глубоком[16], Гомеле, Горках, Гродно, Солигорске, Сенно, Минске, Мозыре, Орше, Осиповичах, Речице[17], Хойниках[18] и др.
- В Казахстане: в Павлодаре.
- В России: в Альметьевске, Астрахани, Батайске (переулок), Белгороде, Бузулуке, Великих Луках, Осташкове, посёлке Поречье Великолукского района, Волгограде, Воронеже, Вязьме, Городце, Грозном, Иркутске (переулок), Казани, Кумертау, Калининграде, Липецке, Моршанске, Нижнем Новгороде, Нижнем Тагиле, Новосибирске, Омске, Перми, Санкт-Петербурге, Ставрополе (переулок Заслонова), Твери, Тюмени, Талице, Уфе, Хабаровске, Челябинске, Златоусте, Шахтёрске, хуторе Рожновка Одинцовского района Московской области.
- На Украине: в Алчевске (улица и переулок), Бердянске (переулок), Броварах, Горловке, Золотоноше, Днепропетровске, Донецке, Запорожье, Киеве, Котовске (бульвар), Краматорске, Кривом Роге, Мариуполе (переулок), Макеевке, Смеле, Стаханове, Сумах.

Именем К. С. 3аслонова также названы
- Электропоезд ЭР2Т-7129, эксплуатирующийся в депо имени Ильича Московской железной дороги (с 2004 по 2008 годы)[19]; Тепловоз ТЭП70-0379, эксплуатирующийся в депо Орша Белорусской железной дороги; Электровоз ВЛ10-615, эксплуатирующийся в депо Златоуст Южно-Уральской железной дороги.
- Детская железная дорога в г. Минск, а также одна из её станций.
- Ряд детских оздоровительных лагерей в таких городах как: Комсомольск-на-Амуре[20], Новосибирск, Руза и Стерлитамак.
- Великолукский техникум железнодорожного транспорта.
- В 1964 году зарегистрирован сорт сирени обыкновенной «Константин Заслонов» (оригинаторы Смольский Н. В., Бибикова В. Ф.).
- Военный городок в Беларуси в Лепельском районе Витебской области — деревня Заслоново[21].
- Школа № 1 в городе Невель и школа в посёлке Поречье Великолукского района Псковской области
- Школа № 69 города Минска, памятник К. Заслонову установлен во дворе школы.
- В Вязьме Смоленской области на улице носящей имя К. С. Заслонова в его честь установлена памятная доска[22].
- В Нижнем Тагиле именем Константина Заслонова названа одна из улиц.Военно-исторический музей имени Героя Советского Союза К. С. Заслонова в ОршеШкола № 131 в городе Карталы[23].

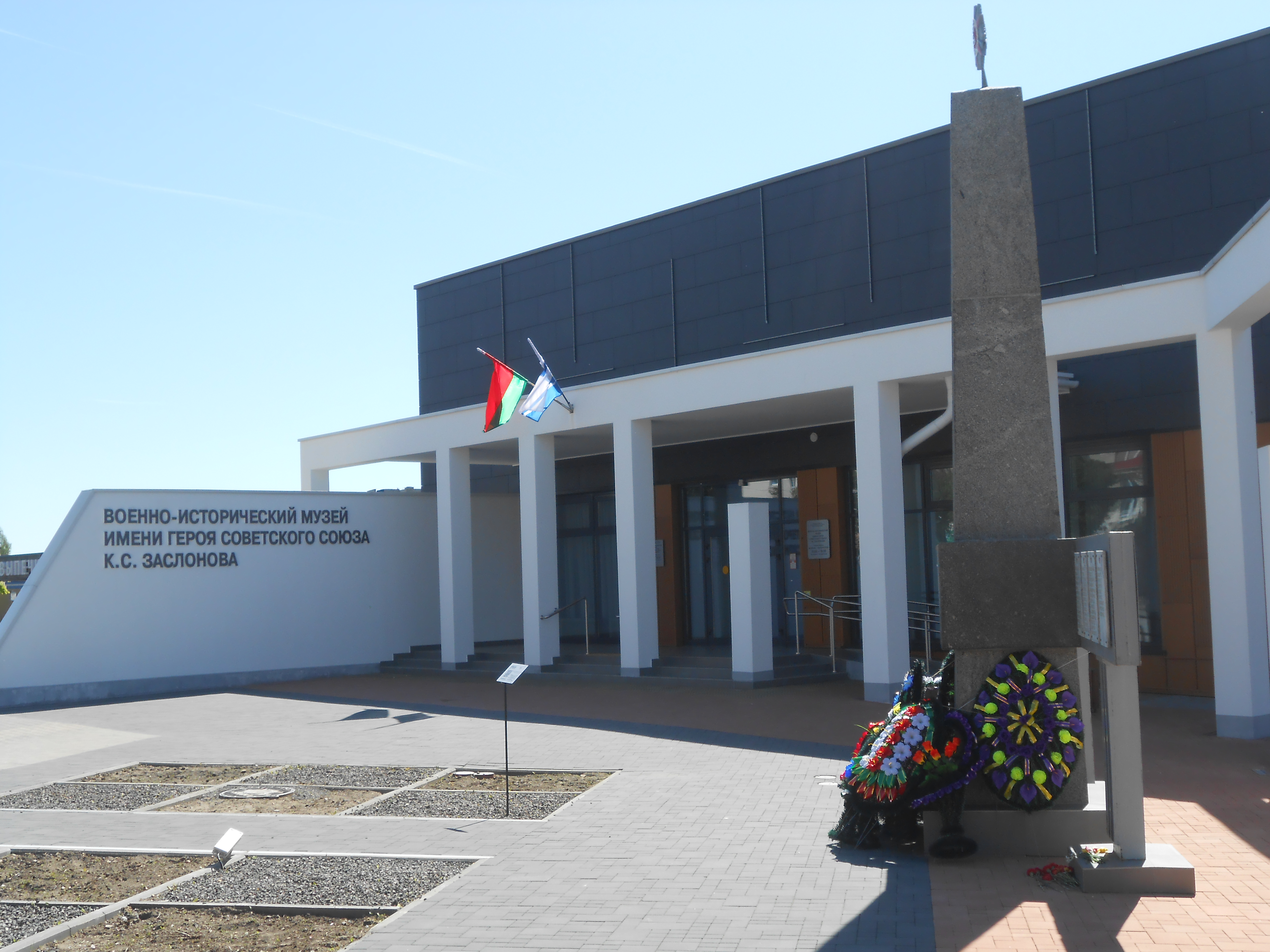
Военно-исторический музей имени Героя Советского Союза К. С. Заслонова в Орше

- Средняя школа № 10 г. Орши[24]. Пионерская дружина средней школы № 10 г. Орши[25]. Одна из экспозиций в школьном музее посвящена Герою.

Также
- Военно-исторический музей имени Героя Советского Союза К. С. Заслонова в Орше — филиал Музейного комплекса истории и культуры Оршанщины.
- Памятник К. С. Заслонову в агрогородке Высокое Оршанского района Витебской области Беларуси.
- В экспозиции Белорусского государственного музея истории Великой Отечественной войны представлены: скульптура Селиханова С. И. «Герой Советского Союза К. С. Заслонова» (1979), дневник К. С. Заслонова, шахматная доска, ложка, письмо К. С. Заслонова Народному комиссару путей сообщения Л. М. Кагановичу, металлические шипы, с помощью которых партизаны отряда «Дяди Кости» проводили диверсии на дорогах, пистолет ТТ К. С. Заслонова, муляж угольной мины[26].
- Имя К. С. Заслонова на Аллее Героев в Сенно (Витебская область, Беларусь).

## В филателии
- 6 января 2010 года Министерство связи и информатизации Республики Беларусь ввело в обращение художественный конверт с оригинальной маркой «100 лет со дня рождения Героя Советского Союза К. С. Заслонова»[27].

## Образ Константина Заслонова в искусстве
- Заслонову посвящено стихотворение Иосифа Уткина «Баллада о Заслонове и его адъютанте» (1943)[28]
- Кинофильм «Константин Заслонов» (режиссёры Владимир Корш-Саблин, Александр Файнциммер, Беларусьфильм, 1949). Роль Константина Заслонова исполнил Народный артист РСФСР Владимир Васильевич Дружников.
- Пьеса А. Мовзона «Константин Заслонов».
- Историческая повесть Леонтия Раковского «Константин Заслонов» (1949).
- Телефильм «Поединок» (в 2-х сериях, телеспектакль по пьесе Николая Матуковского, режиссёр Борис Эрин, Белорусский государственный драматический театра имени Якуба Коласа, «Телефильм» Гостелерадио Белорусской ССР, 1984).